# Carex firmicaulis
Carex firmicaulis là một loài thực vật có hoa trong họ Cói. Loài này được Kalela mô tả khoa học đầu tiên năm 1940.